# Kommunalvalen i Sverige 1950
Kommunalvalet i Sverige 1950 genomfördes söndagen den 17 september 1950. Vid detta val valdes kommunalfullmäktige och stadsfullmäktige för mandatperioden 1952–1954 i 1 036 av 1 037 storkommuner som inrättades samband med kommunreformen i Sverige 1952. Valet påverkade också på sikt första kammarens sammansättning. I Holmöns landskommun som inte hade 700 invånare, hölls inget val. 

## Valda fullmäktige
Notera att jämförelserna med förra året kan vara missvisande, då 9 103 av de valda fullmäktigen var av okänd partitillhörighet vid kommunalvalet 1946.
| Parti  | Parti                        | Mandatfördelning | Mandatfördelning |
| Parti  | Parti                        | Antal            | +−               |
| ------ | ---------------------------- | ---------------- | ---------------- |
|        | Socialdemokraterna           | 15 175           | -483             |
|        | Bondeförbundet               | 7 472            | +756             |
|        | Folkpartiet                  | 5 795            | +2 272           |
|        | Högerns riksorganisation     | 3 561            | +455             |
|        | Sveriges kommunistiska parti | 763              | -1 291           |
|        | Övriga partier               | 217              | —                |
| Totalt | Totalt                       | 32 983           | -7 205           |

## Stadsfullmäktigevalen
| Stadsfullmäktigevalen | Stadsfullmäktigevalen        | Stadsfullmäktigevalen | Stadsfullmäktigevalen | Stadsfullmäktigevalen | Stadsfullmäktigevalen | Stadsfullmäktigevalen |
| Parti                 | Parti                        | Röster                | Röster                | Röster                | Mandatfördelning      | Mandatfördelning      |
| Parti                 | Parti                        | Antal                 | %                     | +- %                  | Antal                 | +-                    |
| --------------------- | ---------------------------- | --------------------- | --------------------- | --------------------- | --------------------- | --------------------- |
|                       | Socialdemokraterna           | 940 116               | 50,8                  | +5,2                  | 2 560                 | +510                  |
|                       | Folkpartiet                  | 485 951               | 26,3                  | +7,9                  | 1 135                 | +361                  |
|                       | Högerns riksorganisation     | 280 472               | 15,2                  | -4,6                  | 710                   | -104                  |
|                       | Sveriges kommunistiska parti | 112 973               | 6,1                   | -8,7                  | 143                   | -276                  |
|                       | Centerpartiet                | 26 218                | 1,4                   | +0,7                  | 101                   | +60                   |
|                       | Övriga partier               | 4 736                 | 0,2                   | —                     | 17                    | —                     |
| Antal giltiga röster  | Antal giltiga röster         | 1 850 736             | 100                   |                       | 4 666                 | +540                  |
| Ogiltiga röster       | Ogiltiga röster              | 7 924                 |                       |                       |                       |                       |
| Totalt                | Totalt                       | 1 858 660 (81,5%)     |                       |                       |                       |                       |

Flera städer ingick inte i något av landstingen på grund av sin storlek. Vid valet 1950 var dessa sex stycken av totalt 133 städer i landet; Stockholm, Göteborg, Malmö, Norrköping, Helsingborg och Gävle. Denna särställning gjorde att städerna jämte landstingen fick delta i förstakammarvalen, där de valda stadsfullmäktigen agerade valmän. Ibland jämställs därför dessa stadsfullmäktigeval med landstingsval. Valdeltagandet var högst i Sigtuna stad (90,1%) och lägst i Västerviks stad (63,4%).
| Stockholm            | Stockholm                    | Stockholm       | Stockholm | Stockholm | Stockholm |
| Parti                | Parti                        | Röster          | Röster    | Mandat    | Mandat    |
| Parti                | Parti                        | Röster          | Röster    | Antal     | +-        |
| Parti                | Parti                        | Antal           | %         | Antal     | +-        |
| -------------------- | ---------------------------- | --------------- | --------- | --------- | --------- |
|                      | Socialdemokraterna           | 183 262         | 42,5      | 43        | +5        |
|                      | Folkpartiet                  | 142 038         | 32,9      | 35        | +12       |
|                      | Högerns riksorganisation     | 70 951          | 16,5      | 17        | -5        |
|                      | Sveriges kommunistiska parti | 32 540          | 7,5       | 5         | -12       |
|                      | Övriga partier               | 2 700           | 0,6       | 0         | —         |
| Antal giltiga röster | Antal giltiga röster         | 431 191         | 100       | 100       | +-        |
| Ogiltiga röster      | Ogiltiga röster              | 2 618           |           |           |           |
| Totalt               | Totalt                       | 433 809 (81,4%) |           |           |           |

| Göteborg             | Göteborg                     | Göteborg        | Göteborg | Göteborg | Göteborg |
| Parti                | Parti                        | Röster          | Röster   | Mandat   | Mandat   |
| Parti                | Parti                        | Antal           | %        | Antal    | +-       |
| -------------------- | ---------------------------- | --------------- | -------- | -------- | -------- |
|                      | Socialdemokraterna           | 80 256          | 40,4     | 25       | +2       |
|                      | Folkpartiet                  | 71 246          | 35,9     | 24       | +11      |
|                      | Sveriges kommunistiska parti | 23 617          | 11,9     | 6        | -9       |
|                      | Högerns riksorganisation     | 20 757          | 10,5     | 5        | -4       |
|                      | Övriga partier               | 2 550           | 1,3      | 0        | —        |
| Antal giltiga röster | Antal giltiga röster         | 198 426         | 100      | 60       | +-       |
| Ogiltiga röster      | Ogiltiga röster              | 97              |          |          |          |
| Totalt               | Totalt                       | 198 523 (80,4%) |          |          |          |

| Malmö                | Malmö                    | Malmö           | Malmö  | Malmö  | Malmö  |
| Parti                | Parti                    | Röster          | Röster | Mandat | Mandat |
| Parti                | Parti                    | Antal           | %      | Antal  | +-     |
| -------------------- | ------------------------ | --------------- | ------ | ------ | ------ |
|                      | Socialdemokraterna       | 66 854          | 58,4   | 33     | -4     |
|                      | Högerns riksorganisation | 24 980          | 21,8   | 12     | -4     |
|                      | Folkpartiet              | 18 552          | 16,2   | 9      | +4     |
|                      | Övriga partier           | 4 075           | 3,6    | 0      | —      |
| Antal giltiga röster | Antal giltiga röster     | 114 461         | 100    | 54     | +-0    |
| Ogiltiga röster      | Ogiltiga röster          | 456             |        |        |        |
| Totalt               | Totalt                   | 114 917 (86,8%) |        |        |        |

| Norrköping           | Norrköping                   | Norrköping     | Norrköping | Norrköping | Norrköping |
| Parti                | Parti                        | Röster         | Röster     | Mandat     | Mandat     |
| Parti                | Parti                        | Antal          | %          | Antal      | +-         |
| -------------------- | ---------------------------- | -------------- | ---------- | ---------- | ---------- |
|                      | Socialdemokraterna           | 29 450         | 61,0       | 39         | +5         |
|                      | Högerns riksorganisation     | 8 586          | 17,8       | 11         | -2         |
|                      | Folkpartiet                  | 7 453          | 15,5       | 9          | +4         |
|                      | Sveriges kommunistiska parti | 2 141          | 4,4        | 1          | -7         |
|                      | Övriga partier               | 576            | 1,2        | 0          | —          |
| Antal giltiga röster | Antal giltiga röster         | 48 206         | 100        | 60         | +-         |
| Ogiltiga röster      | Ogiltiga röster              | 98             |            |            |            |
| Totalt               | Totalt                       | 48 304 (83,6%) |            |            |            |

| Helsingborg          | Helsingborg              | Helsingborg    | Helsingborg | Helsingborg | Helsingborg |
| Parti                | Parti                    | Röster         | Röster      | Mandat      | Mandat      |
| Parti                | Parti                    | Antal          | %           | Antal       | +-          |
| -------------------- | ------------------------ | -------------- | ----------- | ----------- | ----------- |
|                      | Socialdemokraterna       | 23 822         | 58,4        | 31          | +1          |
|                      | Högerns riksorganisation | 8 237          | 20,2        | 11          | +2          |
|                      | Folkpartiet              | 7 427          | 18,2        | 9           | +5          |
|                      | Övriga partier           | 1 303          | 3,2         | 0           | —           |
| Antal giltiga röster | Antal giltiga röster     | 40 789         | 100         | 51          | +-          |
| Ogiltiga röster      | Ogiltiga röster          | 401            |             |             |             |
| Totalt               | Totalt                   | 41 190 (83,8%) |             |             |             |

| Gävle                | Gävle                    | Gävle          | Gävle  | Gävle  | Gävle  |
| Parti                | Parti                    | Röster         | Röster | Mandat | Mandat |
| Parti                | Parti                    | Röster         | Röster | Antal  | +-     |
| Parti                | Parti                    | Antal          | %      | Antal  | +-     |
| -------------------- | ------------------------ | -------------- | ------ | ------ | ------ |
|                      | Socialdemokraterna       | 15 160         | 59,0   | 28     | +4     |
|                      | Folkpartiet              | 6 610          | 25,7   | 12     | +3     |
|                      | Högerns riksorganisation | 2 871          | 11,2   | 5      | -2     |
|                      | Övriga partier           | 1 065          | 4,1    | 0      | —      |
| Antal giltiga röster | Antal giltiga röster     | 25 706         | 100    | 45     | +-     |
| Ogiltiga röster      | Ogiltiga röster          | 115            |        |        |        |
| Totalt               | Totalt                   | 25 821 (79,7%) |        |        |        |

## Fotnoter
1. ↑  I städer som ej berördes av kommunreformen 1952 började mandatperioden 1951 och i Stockholms stad började mandatperioden redan i oktober under valåret.
2. ↑  I Aspö landskommun och Södra Sallerups landskommun som avskaffades 1952 hölls val för mandatperioden 1 januari - 31 december 1951.